# 켈메구

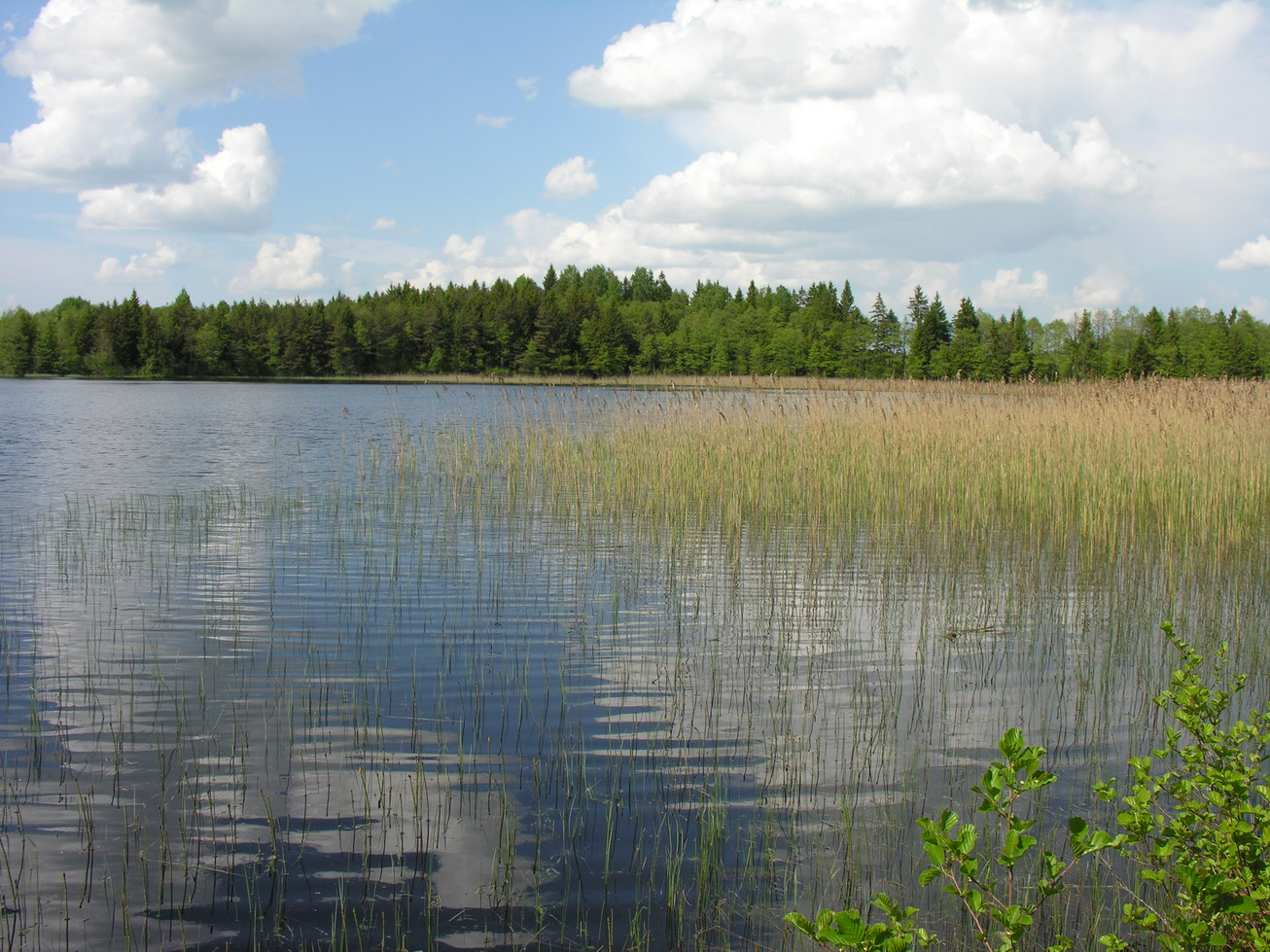
켈메구에 위치한 자우네호

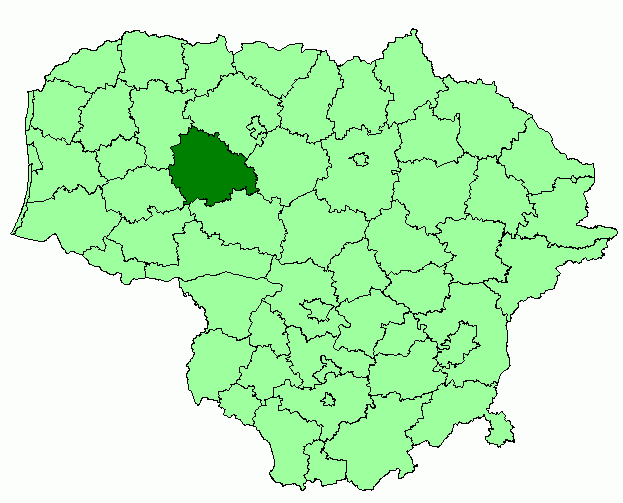
켈메구의 위치

켈메구(리투아니아어: Kelmės rajono savivaldybė)는 리투아니아 샤울랴이주를 구성하는 7개 지방 자치체 가운데 하나로 행정 중심지는 켈메이며 면적은 1,705km2, 인구는 29,559명(2015년 기준), 인구 밀도는 17.3명/km2이다. 11개 장로구를 관할한다. 샤울랴이주 샤울랴이구, 라드빌리슈키스구, 카우나스주 라세이냐이구, 타우라게주 타우라게구, 실랄레구, 텔샤이주 텔샤이구와 접한다.

지방 자치체 문장